# Liste der Biografien/Nos
Liste der Biografien |
Portal Biografien |
Personensuche
# |
A |
B |
C |
D |
E |
F |
G |
H |
I |
J |
K |
L |
M |
N |
O |
P |
Q |
R |
S |
T |
U |
V |
W |
X |
Y |
Z |
?
 
Na |
Nb |
Nc |
Nd |
Ne |
Nf |
Ng |
Nh |
Ni |
Nj |
Nk |
Nl |
Nm |
Nn |
No |
Nr |
Ns |
Nt |
Nu |
Nv |
Nw |
Nx |
Ny |
Nz
 
Noa |
Nob |
Noc |
Nod |
Noe |
Nof |
Nog |
Noh |
Noi |
Noj |
Nok |
Nol |
Nom |
Non |
Noo |
Nop |
Nor |
Nos |
Not |
Nou |
Nov |
Now |
Nox |
Noy |
Noz
Die Liste der Biografien führt alle Personen auf, die in der deutschsprachigen Wikipedia einen Artikel haben. Dieses ist eine Teilliste mit 205 Einträgen von Personen, deren Namen mit den Buchstaben „Nos“ beginnt.

## Nos

### Nosa
- Nosadse, Ramas (* 1983), georgischer Ringer
- Nosaka, Akiyuki (1930–2015), japanischer Schriftsteller, Sänger, Lyriker, Politiker
- Nosaka, Keiko (1938–2019), japanische Musikerin (Koto, Komposition)
- Nosaka, Sanzō (1892–1993), japanischer Politiker, Mitbegründer der Kommunistischen Partei Japans
- Nosankov, Vlad (* 1993), israelischer Eishockeyspieler
- Nosari, Pedro (* 1948), Schweizer Radrennfahrer
- Nosari, Thomas (* 1981), französischer Radrennfahrer
- Nosatîi, Anatolie (* 1972), moldauischer Politiker und General
- Nosavan, Phoumi (1920–1985), laotischer Heeresoffizier und antikommunistischer Politiker

### Nosb
- Nosbaum, Guy (1930–1996), französischer Ruderer
- Nosbusch, Désirée (* 1965), luxemburgische Moderatorin und SchauspielerinDésirée Nosbusch (* 1965)

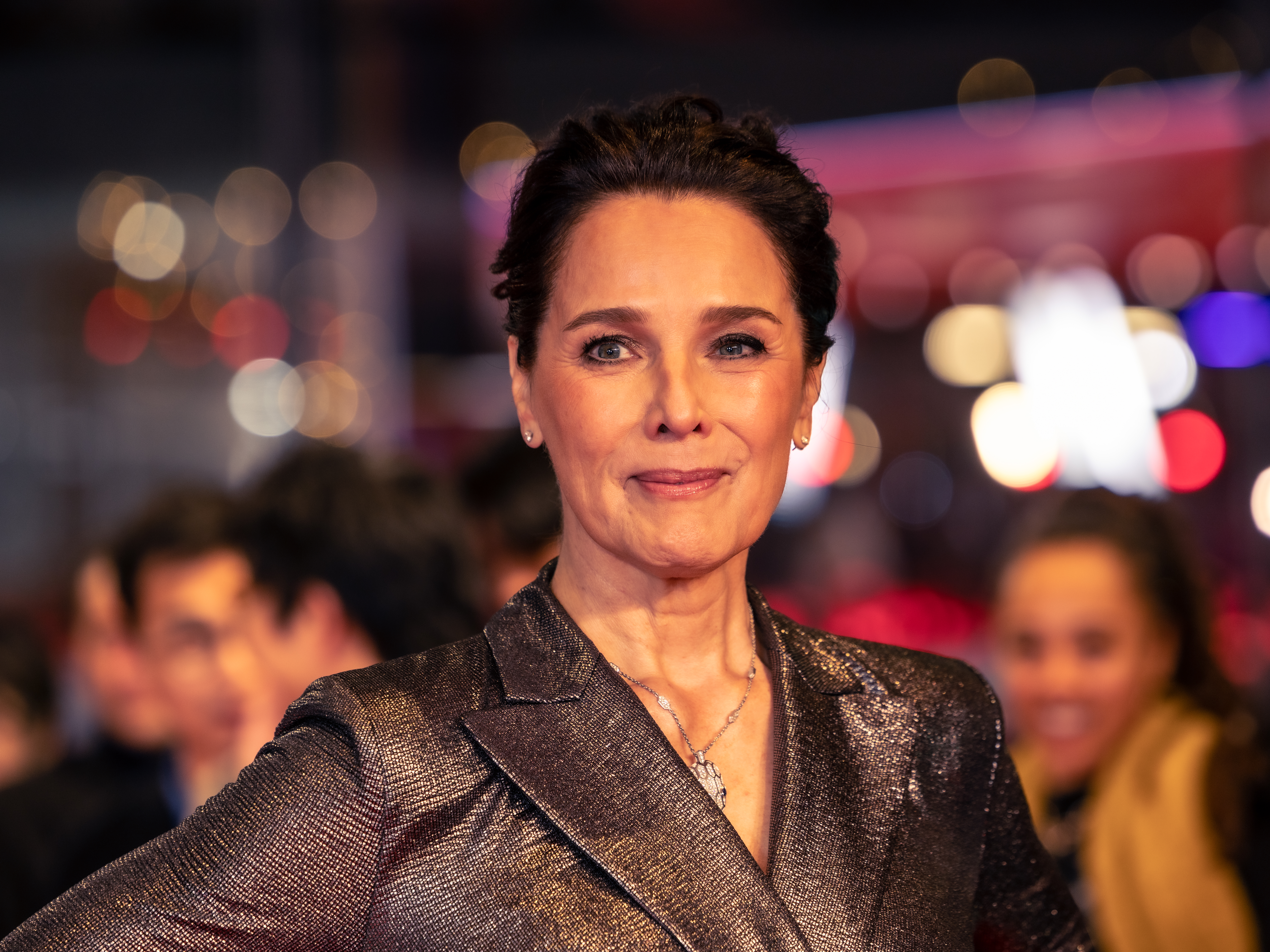
Désirée Nosbusch (* 1965)

### Nosc
- Nosch, Thomas (* 1952), deutscher Unternehmer

### Nosd
- Nosdran, Olena (* 1975), ukrainische Badmintonspielerin
- Nosdratschow, Alexander Danilowitsch (1931–2022), sowjetisch-russischer Neurophysiologe und Hochschullehrer

### Nose
- Nose, Karl Wilhelm (1753–1835), deutscher Arzt und Mineraloge
- Nose, Ryūsei (* 2000), japanischer Fußballspieler
- Nose, Seiki (* 1952), japanischer Judoka
- Nose, Shōhei (* 1993), japanischer Volleyballspieler
- Nose, Tomaž (* 1982), slowenischer Radrennfahrer
- Nosecký, Siard (1693–1753), böhmischer Barockmaler
- Noseda, Alfredo (1869–1955), Schweizer Geistlicher und Apostolischer Administrator des Bistums Lugano und Pfarrer.
- Noseda, Andrea Noce (* 1978), Schweizer Schauspieler, Erzähler und Theaterregisseur
- Noseda, Arianna (* 1997), italienische Ruderin
- Noseda, Gianandrea (* 1964), italienischer Dirigent
- Noseda, Giorgio (* 1938), Schweizer Arzt
- Noseda, Irma (1946–2019), Schweizer Kunsthistorikerin
- Noseda, John (1948–2022), Schweizer Rechtsanwalt, Tessiner Generalstaatsanwalt, Politiker (SP) und Grossrat
- Nosek, Brian, US-amerikanischer Sozialpsychologe und Hochschullehrer
- Nosek, František (1886–1935), tschechoslowakischer Politiker und Minister
- Nosek, Tomáš (* 1992), tschechischer Eishockeyspieler
- Nosek, Václav (1892–1955), tschechoslowakischer Politiker
- Noser, Adolph Alexander (1900–1981), US-amerikanischer römisch-katholischer Missionar und Bischof
- Noser, Herbert (* 1961), Schweizer Fussballspieler
- Noser, Ruedi (* 1961), Schweizer Unternehmer und PolitikerRuedi Noser (* 1961)

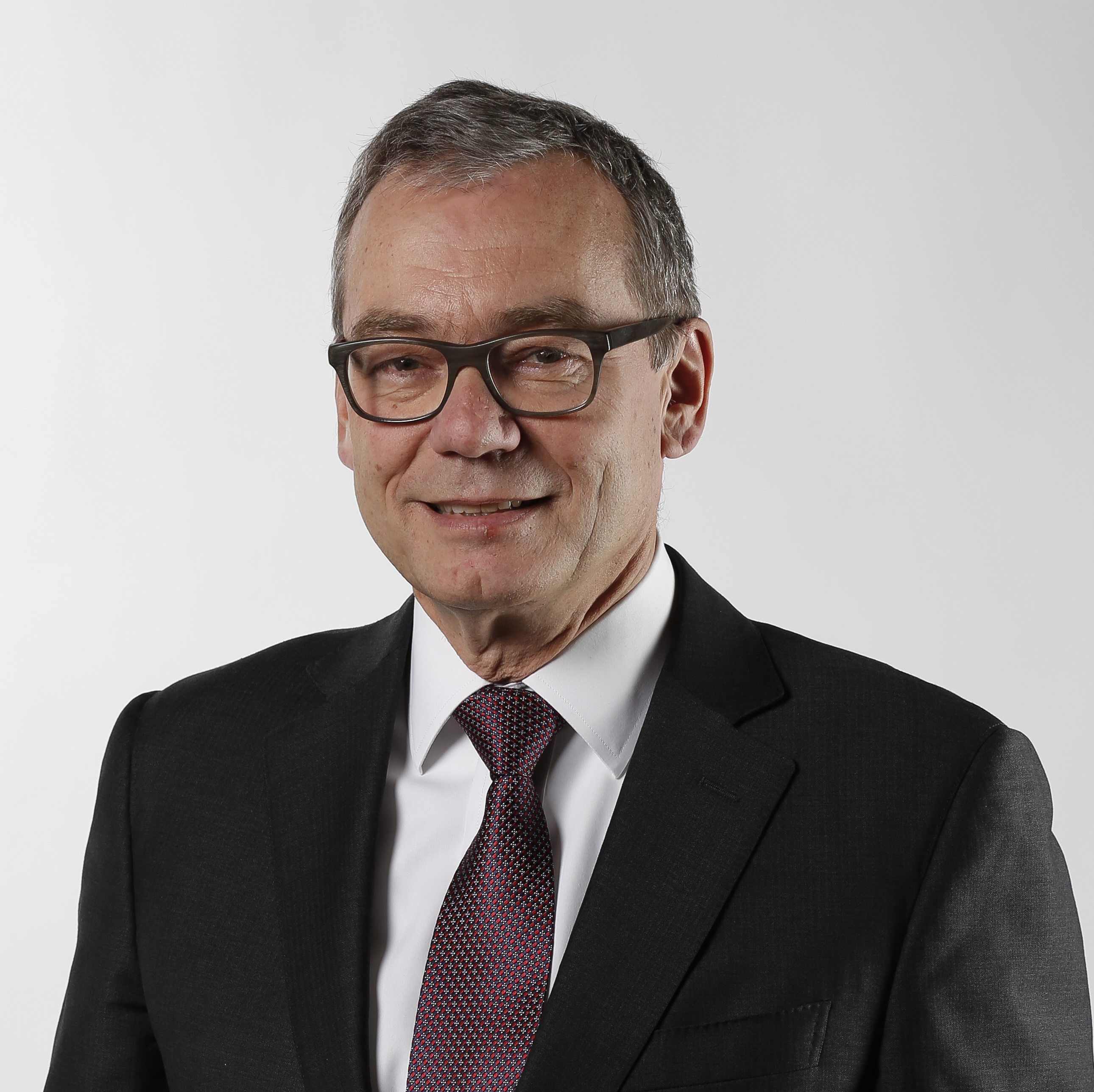
Ruedi Noser (* 1961)

- Noseworthy, Jack (* 1969), US-amerikanischer Schauspieler und Musicaldarsteller

### Nosf
- Nosferatu (DJ) (* 1973), niederländischer Hardcore Techno-DJ und -produzent

### Nosh
- Noshe, Anders (* 2006), dänischer Fußballspieler
- Noshir, Shahbaz (* 1959), iranischer freier Fotograf, Drehbuchautor und Schauspieler

### Nosi
- Nosievici, Dragoş (1938–2014), rumänischer Basketballtrainer und -spieler
- Nösig, Christoph (* 1985), österreichischer Skirennläufer
- Nösig, Daniel (* 1975), österreichischer Jazztrompeter, Komponist, Arrangeur und Musikpädagoge
- Nösig, Michaela (* 1988), österreichische Skirennläuferin
- Nosiglia, Cesare (* 1944), italienischer Geistlicher, emeritierter Römisch-katholischer Erzbischof von Turin
- Nosikov, Avigdor Moshe (* 1986), russisch-israelischer Rabbiner
- Nosirjonova, Zarina (* 2002), usbekische Hammerwerferin
- Nosirov, Ruslan (* 1986), usbekischer Sommerbiathlet in der Stilrichtung Crosslauf
- Nosirova, Halima (1913–2003), sowjetische und usbekische Sängerin der usbekischen Musik
- Nosiru, Kazeem (* 1974), nigerianischer Tischtennisspieler
- Nositschka, Edmund (* 1954), deutscher Handballspieler

### Nosk
- Noska, Franz (1832–1902), österreichischer Politiker
- Noske, Alfred (1894–1957), deutscher Schriftsteller und Politiker (WAV, CSU), MdL Bayern
- Noske, Anja (* 1986), deutsche Ruderin
- Noske, Barbara (* 1949), niederländische Kulturanthropologin und Philosophin
- Noske, Bernd (1946–2014), deutscher Schlagzeuger und Sänger
- Noske, Edgar (1957–2013), deutscher Autor von Historischen und Kriminalromanen
- Noske, Ferdinand (1857–1931), deutscher Politiker (DNVP)
- Noske, Gustav (1868–1946), deutscher Politiker (SPD), Reichswehrminister, MdRGustav Noske (1868–1946)

Gustav Noske (1868–1946)

- Noske, Peter (* 1937), deutscher Fußballtorwart
- Noske, Sophie (1884–1958), österreichische Malerin, Grafikerin, Goldschmiedin und Emailleurin
- Nöske, Thomas (* 1969), deutscher Autor und Kulturkritiker
- Nosko, Eugen (* 1938), deutscher Fotograf
- Nosko, Gerald (* 1939), österreichischer Politiker (ÖVP), Abgeordneter zum Vorarlberger Landtag
- Nosko, Ludwig (1938–1992), österreichischer Politiker (FPÖ)
- Nosková, Linda (* 2004), tschechische TennisspielerinLinda Nosková (* 2004)

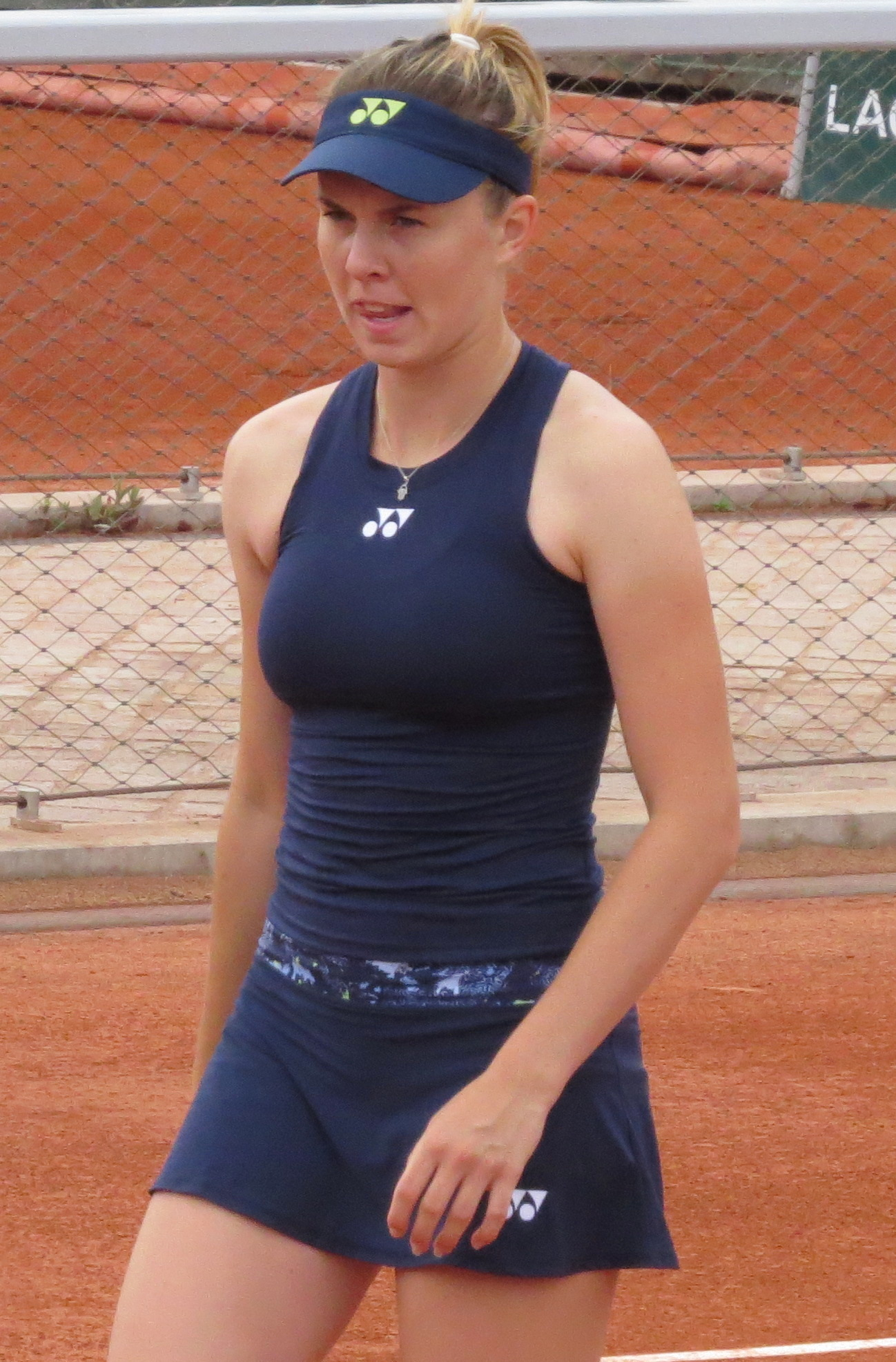
Linda Nosková (* 2004)

- Nosková, Nikola (* 1997), tschechische Radsportlerin
- Nosková, Věra (* 1947), tschechische Schriftstellerin, Journalistin und Förderin des kritischen Denkens
- Noskow, Iwan Sergejewitsch (* 1988), russischer Geher
- Noskow, Konstantin Jurjewitsch (* 1978), russischer Politiker
- Noskow, Nikolai Iwanowitsch (* 1956), russischer Rocksänger, Komponist und Musiker
- Noskowa, Jana Sergejewna (* 1994), russische Tischtennisspielerin
- Noskowa, Luisa Nikolajewna (* 1968), sowjetische und russische Biathletin
- Noskowiak, Sonya (1900–1975), deutsch-amerikanische Fotografin
- Noskowski, Zygmunt (1846–1909), polnischer Komponist, Dirigent und Musikpädagoge
- Noskwith, Rolf (1919–2017), britischer Kryptologe

### Nosl
- Noslin, Tijjani (* 1999), niederländischer Fußballspieler
- Nosliw (* 1975), deutscher Sänger

### Nosn
- Nösner, Uwe (1960–2018), deutscher Redakteur und Schriftsteller

### Noso
- Nosowska, Katarzyna (* 1971), polnische Sängerin

### Nosp
- Nospers, Richard (1948–2009), deutscher Lokalpolitiker; Oberbürgermeister von Saarlouis

### Nosr
- Nosrat, Samin (* 1979), amerikanische Köchin und Gastronomiekritikerin
- Nosratdoleh, Firuz (1889–1937), iranischer PolitikerFiruz Nosratdoleh (1889–1937)

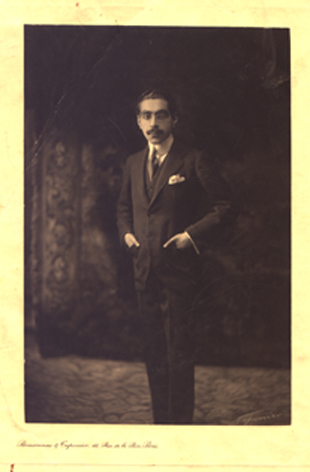
Firuz Nosratdoleh (1889–1937)

- Nosrati, Mohammad (* 1982), iranischer Fußballspieler
- Nosrati, Schaghajegh (* 1989), deutsche Pianistin

### Noss
- Noss, Alfred (1855–1947), deutscher Münzsammler und Numismatiker
- Noß, Conor (* 2001), deutsch-irischer Fußballspieler
- Noss, Dietmar (* 1965), deutscher Regisseur, Autor und Produzent
- Noss, Hans Jürgen (* 1952), deutscher Politiker (SPD), MdL
- Noss, Helmut (1919–1981), deutscher Politiker (FDP), MdL
- Noss, Michael (* 1955), deutscher Baptistenpastor, Präsident des Bundes Evangelisch-Freikirchlicher Gemeinden
- Noss, Rudolf van der (1889–1946), deutscher Filmregisseur
- Nossack, Frank (* 1943), deutscher Schauspieler
- Nossack, Hans Erich (1901–1977), deutscher Schriftsteller
- Nossal, Gustav (* 1931), australischer Immunologe
- Nossal, Jewdokija Iwanowna (1918–1943), sowjetische Pilotin im Zweiten Weltkrieg
- Nossal, Kim Richard (* 1952), kanadischer Politikwissenschaftler
- Nossalewytsch, Oleksandr (1874–1959), ukrainischer Opernsänger
- Nossatow, Alexander Michailowitsch (* 1963), russischer AdmiralAlexander Michailowitsch Nossatow (* 1963)

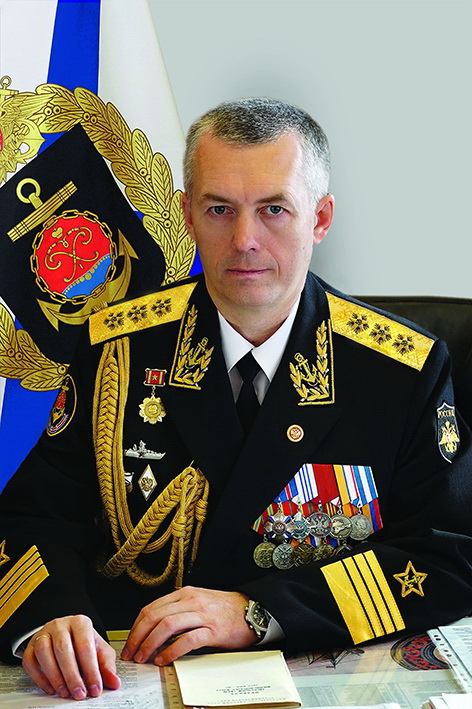
Alexander Michailowitsch Nossatow (* 1963)

- Noßberger, Ferdinand (1817–1891), österreichischer Schnurmacher, Wohltäter und Linzer Gemeinderat
- Nosseck, Max (1902–1972), deutscher Schauspieler, Regisseur und Drehbuchautor
- Nosseck, Noel (* 1943), US-amerikanischer Filmregisseur
- Nosseir, Sayed (1905–1974), ägyptischer Gewichtheber
- Nossek, Carola (* 1949), deutsche Opernsängerin (Sopran) und Gesangsprofessorin
- Nossek, Heiko (* 1982), deutscher Wasserballspieler
- Nossek, Ingulf (1944–1999), deutscher Wasserballspieler
- Nossek, Johann, deutscher Fußballspieler
- Nossek, Josef A. (* 1947), österreichisch-deutscher Kybernetiker
- Nossek, Meinrad Alexius (1891–1946), böhmischer römisch-katholischer Geistlicher, Zisterzienser und Mundartdichter
- Nossek, Silvia (* 1964), österreichische Politikerin
- Nossel, Murray (* 1961), südafrikanischer Psychologe, Dokumentarfilmer und Lehrer
- Nösselt, Friedrich August (1781–1850), deutscher Schriftsteller und Pädagoge
- Nösselt, Johann August (1734–1807), deutscher evangelischer Theologe
- Nossen, Wolfgang (1931–2019), Vorsitzender der Jüdischen Landesgemeinde Thüringen
- Nossenheim, Ruth (1914–1989), deutsch-dänische Malerin und Bildhauerin
- Nosseni, Giovanni Maria (1544–1620), Schweizer Bildhauer
- Nossenko, Iwan Issidorowitsch (1902–1956), sowjetischer Politiker und Konteradmiral
- Nossenko, Juri Iwanowitsch (1927–2008), sowjetischer Agent
- Nösserbajew, Tangat (* 1988), kasachischer Fußballspieler
- Nossig, Alfred (1864–1943), polnisch-jüdischer Schriftsteller, Publizist, Künstler und Statistiker
- Nossig, Erwin (* 1899), österreichischer Hockeyspieler
- Nössig, Manfred (* 1930), deutscher Theaterwissenschaftler
- Nossik, Anton Borissowitsch (1966–2017), russischer Journalist, Sozialaktivist und Blogger
- Nossik, Wladimir Benediktowitsch (* 1948), sowjetischer und russischer Filmschauspieler
- Nossilow, Konstantin Dmitrijewitsch (1858–1923), russischer Polarforscher, Ethnograf, Schriftsteller und Journalist, Mitglied der Russischen Geographischen Gesellschaft
- Nössing, Birgit (* 1982), italienische JournalistinBirgit Nössing (* 1982)

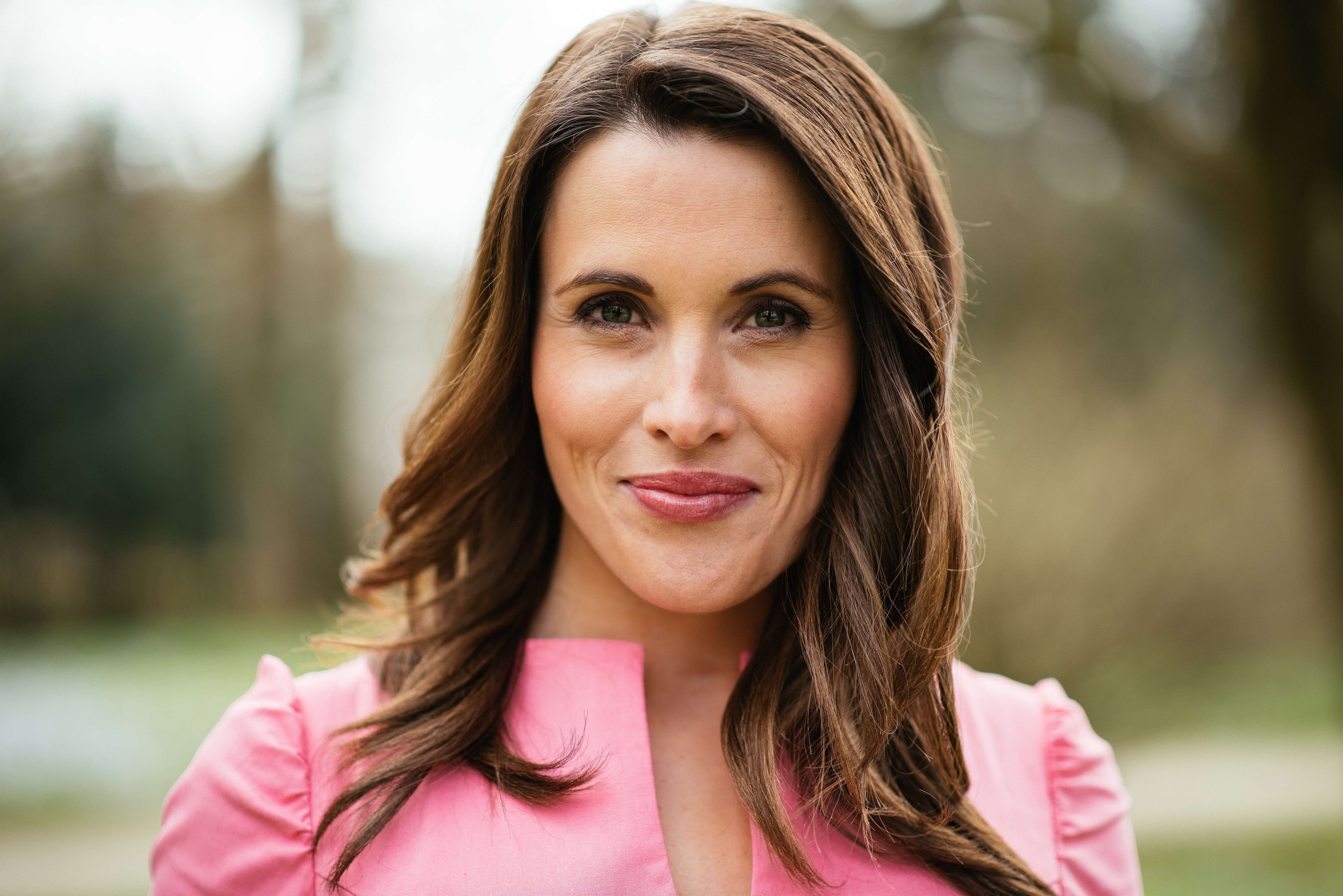
Birgit Nössing (* 1982)

- Nössing, Josef (* 1900), deutscher Manager
- Nossiophagus, Joachim († 1565), lutherischer Theologe, Superintendent von Neubrandenburg
- Nossis, griechische Dichterin
- Nosske, Gustav Adolf (1902–1986), deutscher SS-Obersturmbannführer und Kriegsverbrecher
- Noßky, Dietrich (* 1937), deutscher Maler und Grafiker
- Nößler, Eduard (1863–1943), deutscher Organist und Chordirigent
- Nößler, Georg (1591–1650), deutscher Mediziner und Philosoph
- Nößler, Martin (1554–1608), evangelischer Theologe, Hofprediger und Stiftsdekan in Berlin
- Nößler, Maximilian (1860–1922), deutscher Kaufmann und Konsul für Japan
- Nößler, Paul (1929–2018), deutscher Bergmann, Vertriebenenvertreter, Journalist und Kommunalpolitiker
- Nössler, Regina (* 1964), deutsche Schriftstellerin
- Nossol, Alfons (* 1932), deutsch-polnischer Theologe und römisch-katholischer ErzbischofAlfons Nossol (* 1932)

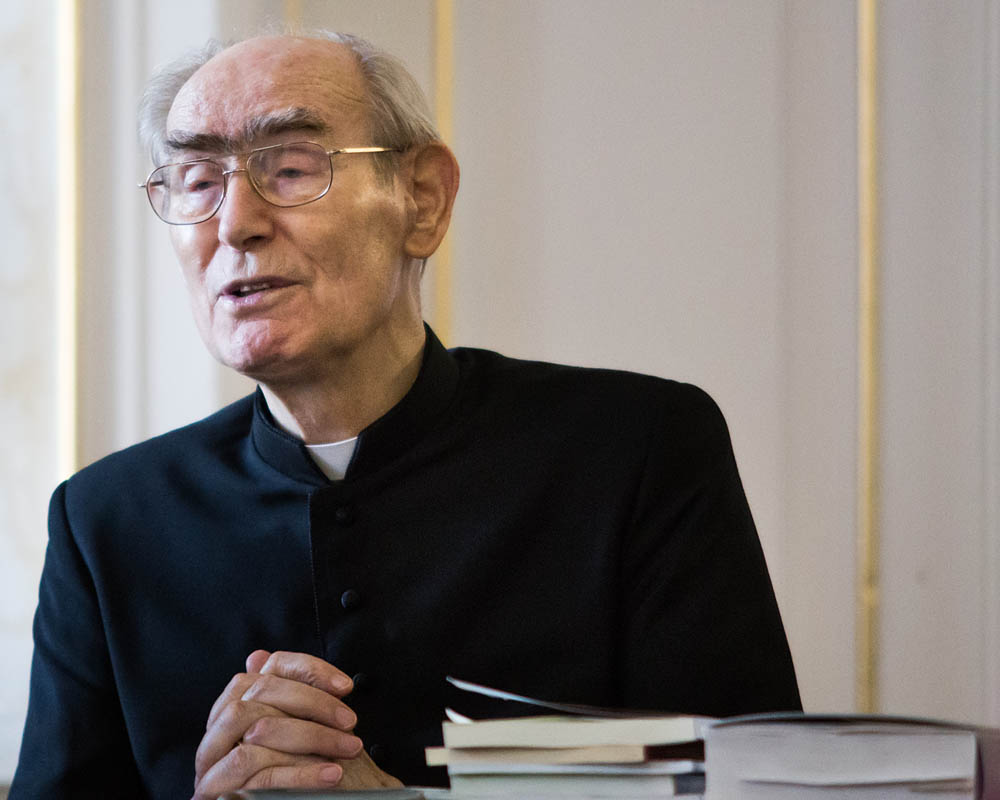
Alfons Nossol (* 1932)

- Nossow, Artjom Nikolajewitsch (* 1985), russischer Eishockeyspieler
- Nossow, Dmitri Jurjewitsch (* 1980), russischer Judoka und Politiker
- Nossow, Grigori Iwanowitsch (1905–1951), russischer Metallurg
- Nossow, Konstantin Georgijewitsch (1938–1984), russischer Jazztrompeter
- Nossow, Nikolai Nikolajewitsch (1908–1976), sowjetischer Schriftsteller
- Nossow, Wladimir (* 1997), kirgisischer Eishockeyspieler
- Nossowa, Jewfimija Pawlowna (1881–1976), russische Kunstsammlerin
- Nossowa, Tamara Makarowna (1927–2007), sowjetische bzw. russische Theater- und Filmschauspielerin
- Nossowski, Gleb Wladimirowitsch (* 1958), russischer Mathematiker
- Nossum, Ane Skrove (* 1990), norwegische Biathletin
- Nossyrew, Michail Iossifowitsch (1924–1981), russischer Komponist

### Nost
- Nöst, Friedl (* 1965), österreichischer Stuntman
- Nöster, Gert (* 1940), österreichischer Sprinter
- Noster, Ludwig (1859–1910), deutscher Hofporträtmaler
- Noster, Steven (* 1990), deutscher Dartspieler
- Nosthofen, Johann Heinrich, deutscher Architekt des Barock
- Nostini, Giuliano (1912–1983), italienischer Florettfechter
- Nostini, Renzo (1914–2005), italienischer Fechter
- Nostitz und Jänckendorf, Eduard von (1791–1858), deutscher Jurist und Politiker, MdL (Königreich Sachsen), sächsischer Innenminister
- Nostitz und Jänkendorf, Gottlob Adolf Ernst von (1765–1836), sächsischer Politiker und Schriftsteller
- Nostitz und Jänkendorf, Julius Gottlob von (1797–1870), deutscher Großgrundbesitzer und Politiker
- Nostitz, August Ludwig von (1777–1866), preußischer General der Kavallerie, preußischer Gesandter in Hannover
- Nostitz, Constantin Hartwig von († 1809), sächsischer Generalleutnant der Infanterie und Gouverneur
- Nostitz, Eberhard Graf von (1906–1983), deutscher Offizier
- Nostitz, Friedrich Hartwig von (1660–1737), königlich polnisch-sächsischer General und Graf von Nostitz
- Nostitz, Gottwald Adolph von (1691–1770), dänisch-norwegischer Generalleutnant, Gouverneur der Festung Glückstadt
- Nostitz, Helene von (1878–1944), deutsche Schriftstellerin und SalonièreHelene von Nostitz (1878–1944)

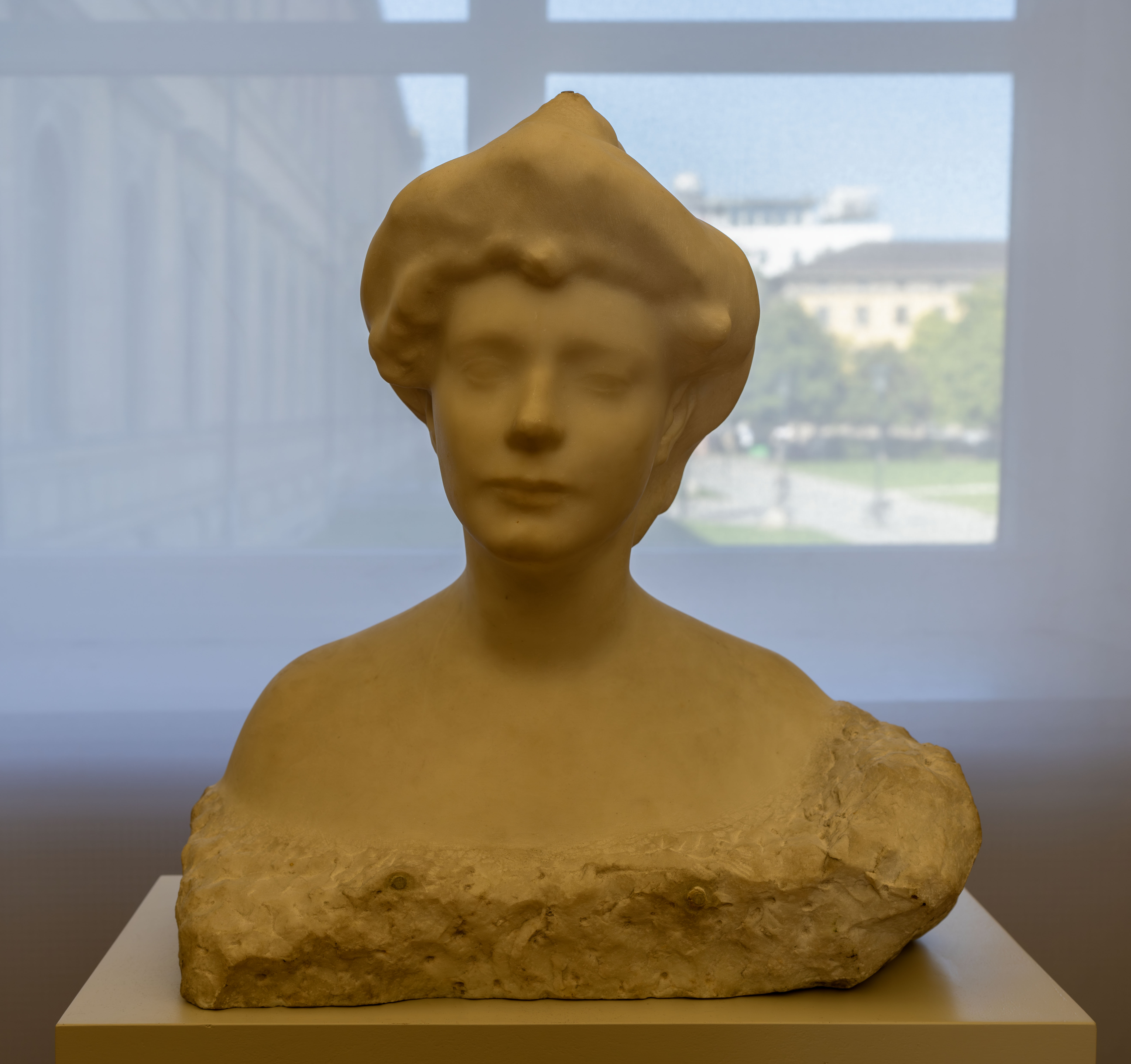
Helene von Nostitz (1878–1944)

- Nostitz, Johann Carl Adolf von (1743–1800), deutscher Soldat und Rittergutsbesitzer
- Nostitz, Kaspar von, Söldnerführer des Deutschen Ordens
- Nostitz, Kaspar von (1500–1588), Kammerrat Albrechts von Preußen
- Nostitz, Oskar von (1834–1914), preußischer Landrat
- Nostitz, Oswalt von (1908–1997), deutscher Diplomat, Schriftsteller und Übersetzer
- Nostitz, Rudolph Heinrich von (1674–1750), königlich-polnischer und kurfürstlich-sächsischer Kreishauptmann
- Nostitz, Siegfried von (1905–1993), deutscher Diplomat
- Nostitz, Ulrich von (1500–1552), Jurist und Landeshauptmann der Oberlausitz
- Nostitz, Wolfgang von (* 1940), deutscher Politiker (Bündnis 90/Die Grünen) und Rechtsanwalt
- Nostitz-Drzewiecki, Hans Gottfried von (1863–1958), deutscher Jurist
- Nostitz-Drzewiecki, Hans von (1837–1903), sächsischer Generalleutnant
- Nostitz-Drzewiecky, Gottfried von (1902–1976), deutscher Diplomat
- Nostitz-Jänkendorf, Johann Karl Gottlob von (1754–1840), deutscher Gutsbesitzer
- Nostitz-Rieneck, Albert von (1807–1871), österreichisch-böhmischer Politiker
- Nostitz-Rieneck, Erwein (1863–1931), österreichisch-böhmischer Politiker und Industrieller
- Nostitz-Rieneck, Franz Anton von (1725–1794), tschechischer Adeliger
- Nostitz-Rieneck, Friedrich Moritz von (1728–1796), österreichischer Feldmarschall und Hofkriegsratspräsident
- Nostitz-Rieneck, Hermann von (1812–1895), österreichischer Offizier
- Nostitz-Rieneck, Johann Hartwig von (1610–1683), Oberstkanzler und Geheimrat in Böhmen
- Nostitz-Rieneck, Johann Nepomuk von (1768–1840), kaiserlich-österreichischer Feldmarschall-Leutnant während der Koalitionskriege
- Nostitz-Rieneck, Johann von (1847–1915), kaiserlich und königlicher Feldmarschallleutnant
- Nostitz-Rieneck, Maria-Anna von (1882–1952), österreichische Aristokratin und katholische Philanthropin
- Nostitz-Rieneck, Sophie (1901–1990), österreichische Tochter des Thronfolgers Franz FerdinandSophie Nostitz-Rieneck (1901–1990)

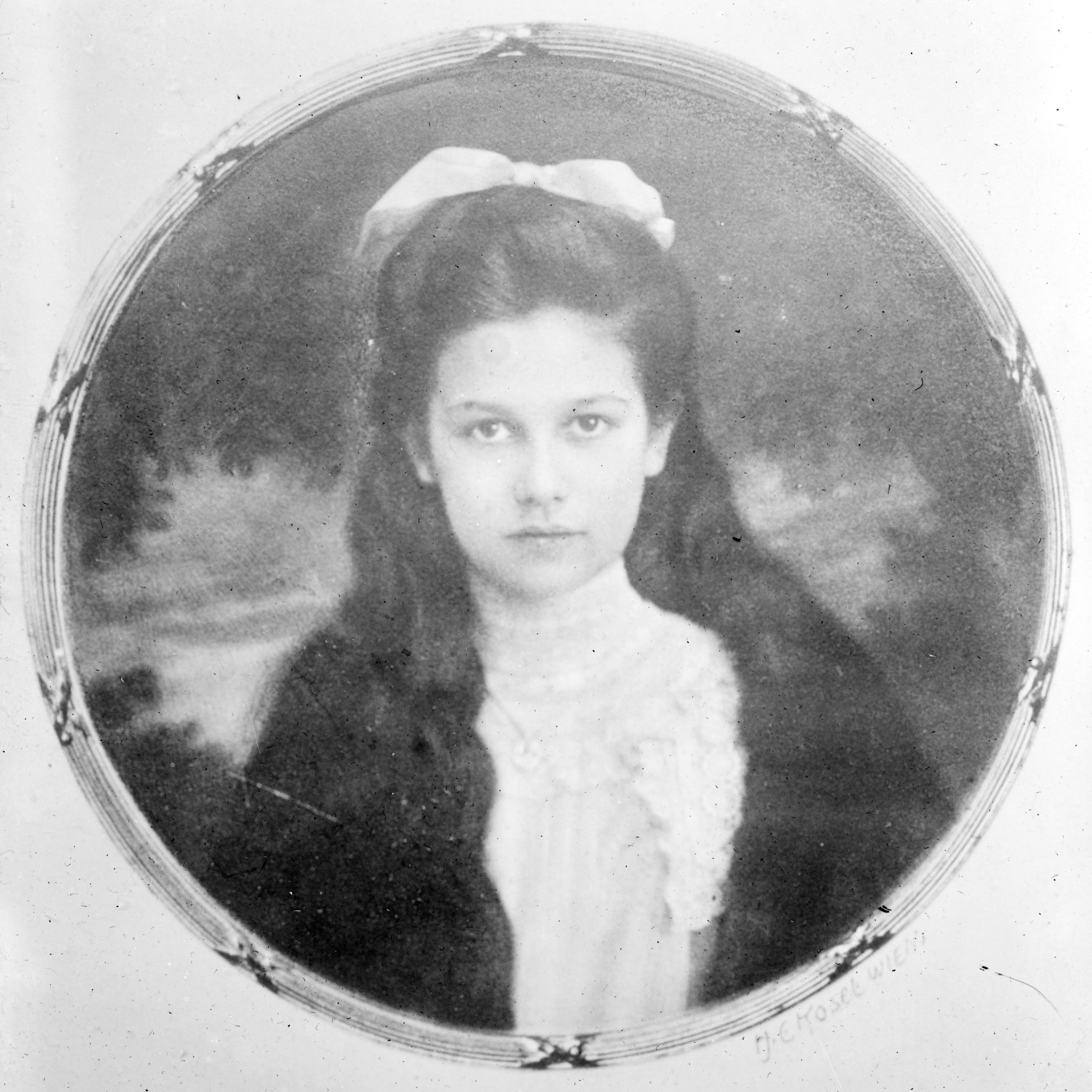
Sophie Nostitz-Rieneck (1901–1990)

- Nostitz-Rokitnitz, Christoph Wenzel von (1648–1712), Landeshauptmann von Wohlau, Glogau und Schweidnitz-Jauer, kaiserlicher Kämmerer
- Nostitz-Wallwitz, Alfred von (1870–1953), deutscher Beamter und Diplomat
- Nostitz-Wallwitz, Benno von (1865–1955), deutscher Verwaltungsbeamter
- Nostitz-Wallwitz, Gustav Adolf von (1898–1945), deutscher Generalmajor im Zweiten Weltkrieg
- Nostitz-Wallwitz, Gustav von (1789–1858), sächsischer Generalleutnant, Kriegsminister
- Nostitz-Wallwitz, Hermann von (1826–1906), deutscher Politiker, MdR
- Nostitz-Wallwitz, Karl Néale von (1863–1939), deutscher Verwaltungsbeamter
- Nostitz-Wallwitz, Oswald von (1830–1885), sächsischer Diplomat und Politiker
- Nöstlinger, Christine (1936–2018), österreichische Schriftstellerin
- Nostradamus (1503–1566), französischer Arzt und SeherNostradamus (1503–1566)

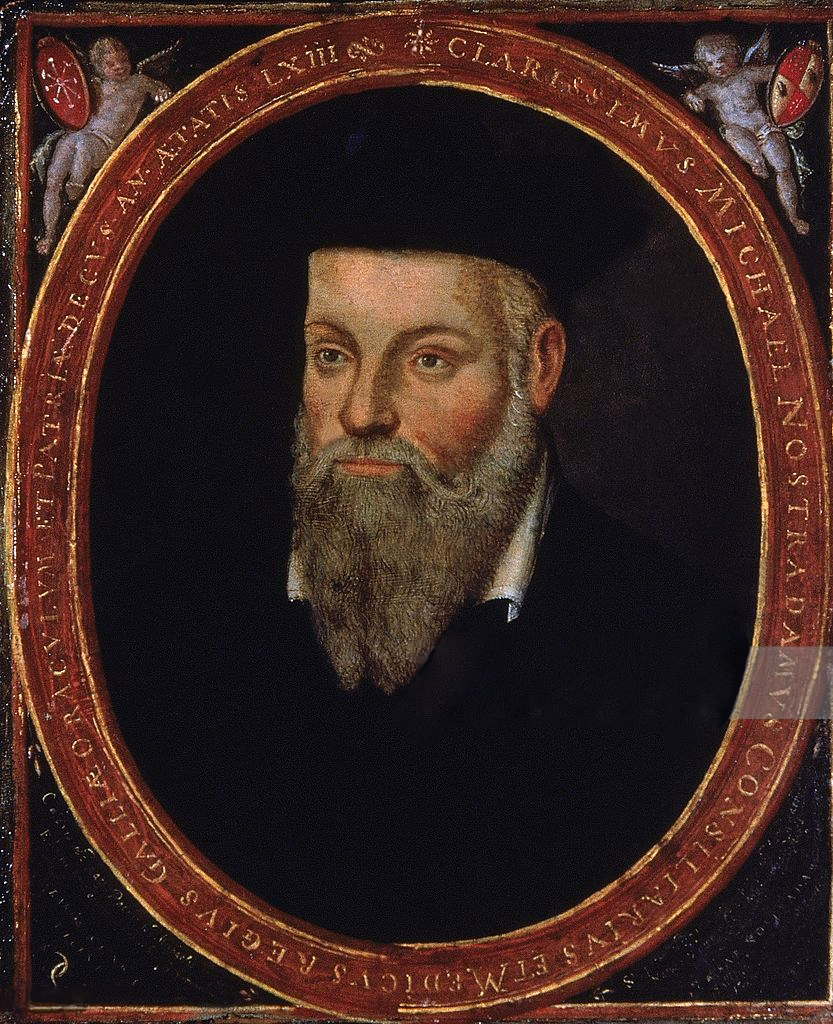
Nostradamus (1503–1566)

- Nostredame, César de (1553–1629), französischer Dichter, Historiker und Okzitanist
- Nostredame, Jean de (1507–1577), französischer Historiker und Okzitanist
- Nostro, Attilio (* 1966), italienischer Geistlicher und römisch-katholischer Bischof von Bistum Mileto-Nicotera-Tropea
- Nostro, Nick (1931–2014), italienischer Filmregisseur und Drehbuchautor
- Nøstvold, Tonje (* 1985), norwegische Handballspielerin und -trainerin

### Nosw
- Nosworthy, Francis (1887–1971), britischer Generalleutnant

### Nosz
- Noszály, Andrea (* 1970), ungarische Tennisspielerin
- Noszály, Sándor (* 1972), ungarischer Tennisspieler
- Noszka, Matthew (* 1992), US-amerikanischer Schauspieler und Model